# Katrin Ottarsdóttir
Katrin Ottarsdóttir (née le 22 mai 1957 à Tórshavn aux îles Féroé) est une réalisatrice danoise.

## Filmographie
- 1989 - Atlantic Rhapsody (en) (52 myndir úr Tórshavn)
- 1991 - Hannis

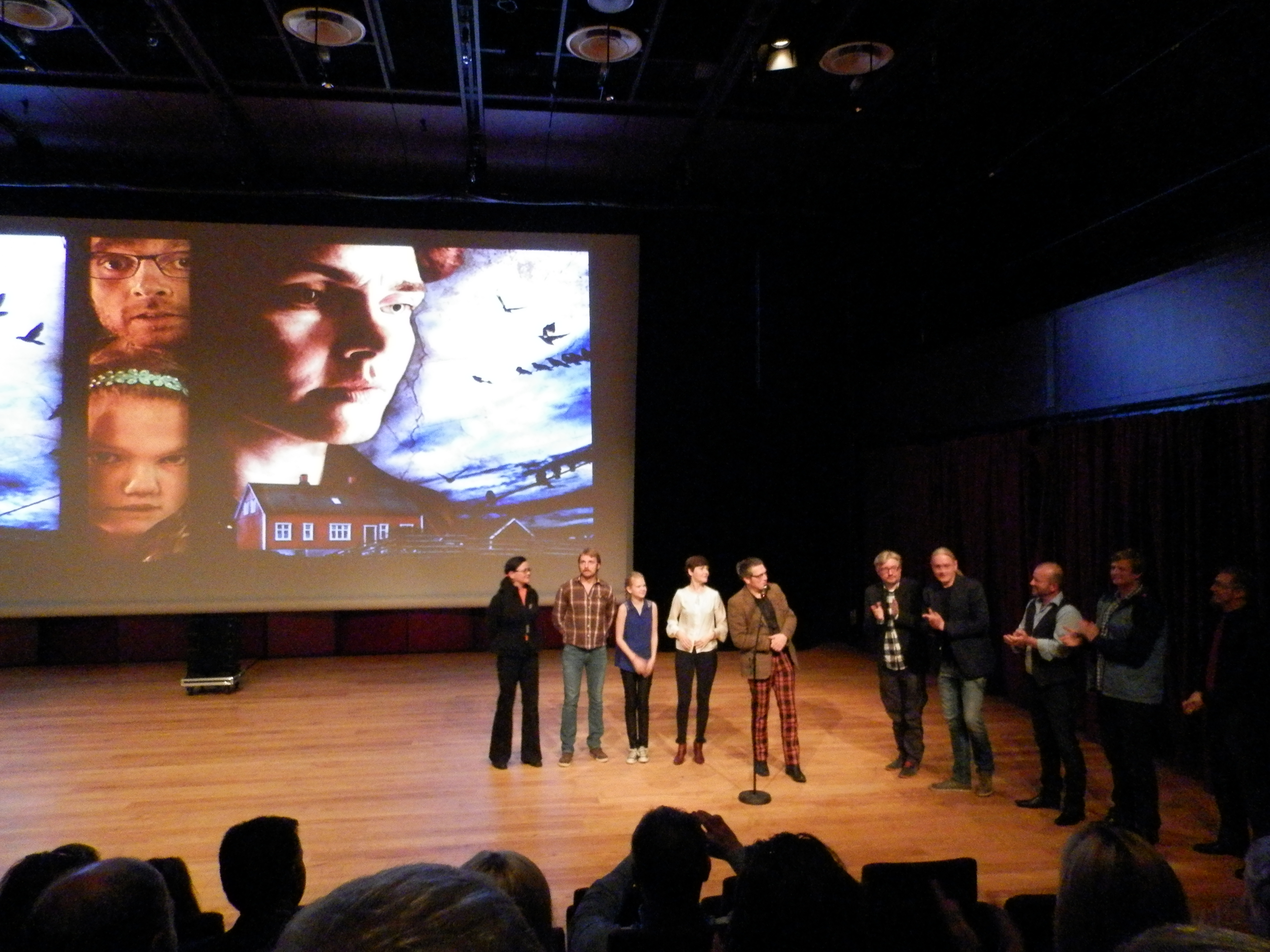
Première du film Ludo à Tórshavn le 11 septembre 2014.

- 1995 - The Man Who Was Allowed to Leave
- 1999 - Bye Bye Blue Bird
- 2003 - Regin smiður (court-métrage)
- 2008 - A Line A Day Must Be Enough! (en) (documentaire)
- 2008 - No One Can Achieve Perfection (en) (documentaire)
- 2010 - Sporini vaksa úr orðum portrait de l'écrivain Jóanes Nielsen
- 2011 - Budam: Last Song (court-métrage)
- 2011 - Memories From an Apartment
- 2014 - Ludo

## Distinctions
- 2000 : Tigre d'or au Festival international du film de Rotterdam pour Bye Bye Blue Bird
- 2000 : Prix du public au Festival du film nordique de Rouen pour Bye Bye Blue Bird
- 2015 : Palme d'Or au Festival international du film de Mexico pour Ludo[1]